# UP Aerospace
UP Aerospace, Inc. est une société privée de vols spatiaux dont le siège se trouve à Denver, au Colorado. Elle assure le transport suborbital de charges utiles d'entreprises, militaires et éducatives, grâce à ses fusées-sondes SpaceLoft XL (en).

## Histoire et plans futurs

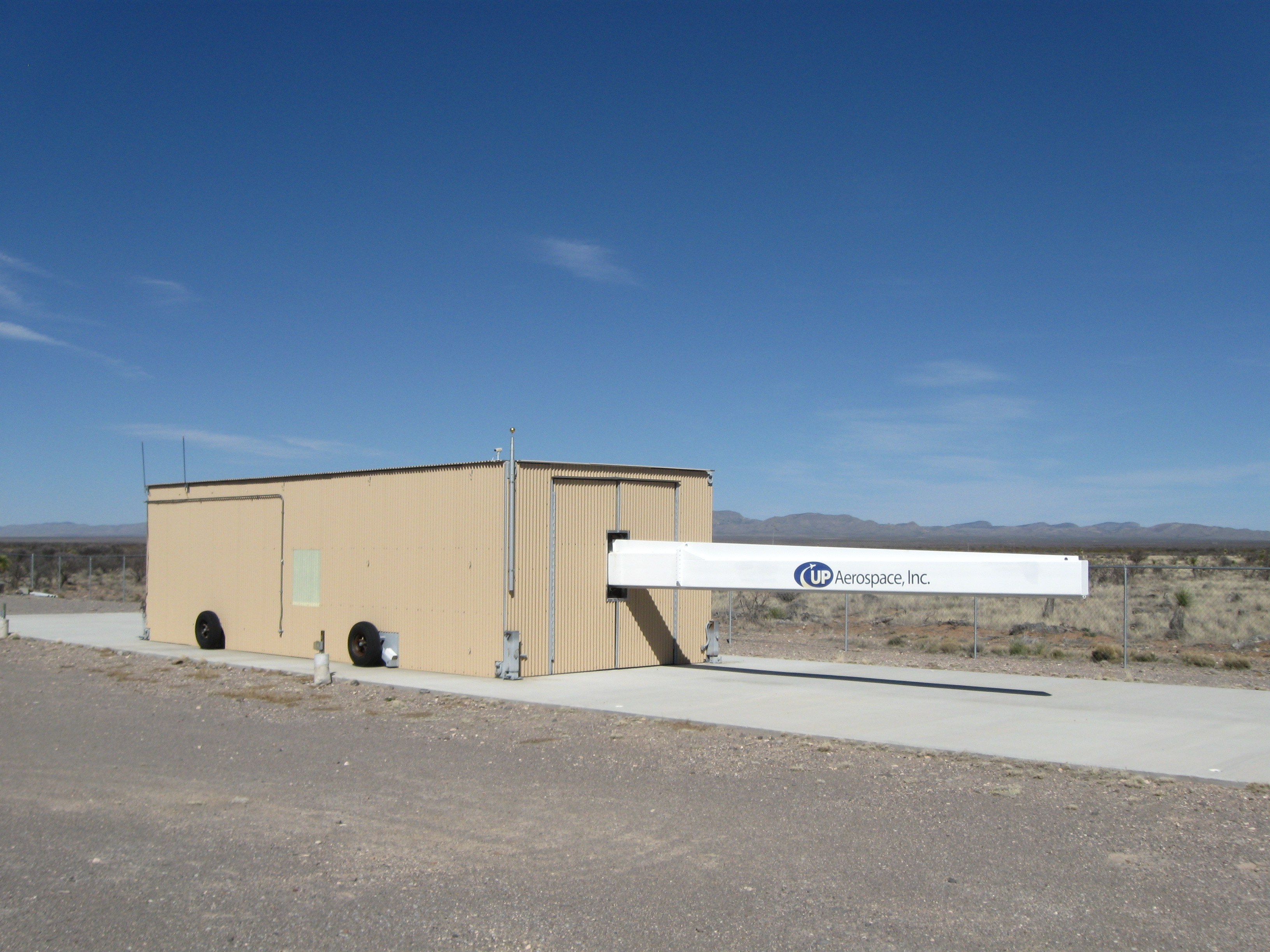
Site de lancement vertical d'UP Aerospace à Spaceport America

UP Aerospace a été créé en 1998 par Jerry Larson, un ingénieur aérospatial qui a longtemps participé au programme spatial en tant qu'employé de Lockheed Martin. Larson était également membre de la Civilian Space eXploration Team (en) (CSXT), qui est devenue en 2004 la première organisation d'amateurs à lancer une fusée dans l'espace. L'entreprise a été constituée en société en 2004.
Le premier lancement de SpaceLoft XL a eu lieu le 25 septembre 2006 depuis Spaceport America à Upham, au Nouveau-Mexique. Le lanceur n'a pas réussi à monter à plus de 40 000 pieds en raison d'un dysfonctionnement attribué à une conception défectueuse des ailerons et à des effets aérodynamiques inattendus.
UP Aerospace a effectué huit lancements à partir de Spaceport America entre 2006 et 2009, dont trois en 2009. Ils prévoient de doubler le nombre de lancements pour atteindre six ou plus en 2010, à mesure que la demande pour les services de l'entreprise augmente.
À partir de novembre 2015, la société développe un petit lanceur de satellite orbital connu sous le nom de Spyder, avec le soutien de la NASA.
Le 31 juillet 2018, UP Aerospace a annoncé qu'elle avait obtenu un contrat de lancement IDIQ (en) de 5 ans avec la NASA dans le cadre du Flight Opportunities Program. Le contrat prévoit qu'UP Aerospace effectue des vols de fusées suborbitales pour la NASA en utilisant sa fusée SpaceLoft XL. Il s'agit du troisième contrat de ce type attribué à l'entreprise par la NASA. Elle avait effectué, jusqu'au 31 juillet 2018, sept lancements pour la NASA dans le cadre du Flight Opportunities Program depuis 2012,.

## Lancements
Fin 2019, UP Aerospace a effectué 18 lancements, dont 13 avec la fusée SpaceLoft XL (en). La plupart des lancements ont été couronnés de succès. Tous les lancements ont été suborbitaux et tous les lancements ont eu lieu depuis Spaceport America.
Le premier lancement de la fusée SpaceLoft XL a eu lieu le 25 septembre 2006.
Le 28 avril 2007, une partie des restes incinérés de l'acteur James Doohan, qui jouait l'ingénieur en chef Scott dans la série télévisée Star Trek des années 1960, et de l'astronaute Gordon Cooper, a été propulsée dans l'espace suborbital (avec les cendres d'environ 200 autres personnes) depuis Spaceport America pour des obsèques spatiales. Ce fut le premier lancement réussi à partir de ce site. Le conteneur de la charge utile a été récupéré le 18 mai 2007.
En août 2007, UP Aerospace a commencé à offrir des lancements à bas prix aux jeunes et aux étudiants par l'intermédiaire du Space Generation Advisory Council pour aussi peu que 2 000 américains par expérience. À partir de 2008, le Space Generation Advisory Council a organisé une série de concours pour les jeunes afin de relever des défis techniques ou logistiques spécifiques en concevant leur propre module TinySat UP Aerospace.
En avril 2008, UP Aerospace a été engagé par la grande entreprise aérospatiale américaine Lockheed Martin pour fournir des services de lancement à Spaceport America pour un programme de fusées d'essai. Lockheed Martin a déclaré qu'ils essayaient de créer un service de fret en orbite à moindre coût, en utilisant un véhicule ailé lancé au sommet d'une fusée terrestre. UP Aerospace et le site du Nouveau-Mexique ont été choisis pour aider à tester des systèmes prototypes, en particulier, en raison de son expérience dans le lancement de fusées à Upham.
UP Aerospace a effectué son 6e lancement suborbital le 5 avril 2012. Appelé SpaceLoft 6, il a été contracté par le bureau du département de la Défense (ORS). Le véhicule transportait également à bord une expérience du Flight Opportunities Program de la NASA. Le lancement de la fusée Spaceloft XL a établi un nouveau record de Spaceport America à l'époque, en atteignant une altitude de 385 640 pieds.
Le lancement du SL-7 d'UP Aerospace a eu lieu le 21 juin 2013. Le véhicule transportait sept charges utiles pour le Flight Opportunities Program de la NASA et les restes incinérés de 39 personnes. Ce vol réussi a atteint une altitude de 119 km. Toutes les charges utiles ont été récupérées à White Sands Range.
Le lancement du SL-8, le 12 novembre a atteint 385 000 pieds, à bord se trouvaient des expériences sponsorisées par la NASA. SpaceLoft XL 8 était le deuxième lancement entièrement réalisé dans le cadre du Flight Opportunities Program.
SL-9 décolle de Spaceport America le 23 octobre 2014. Après trois jours d'attente, la fusée a été lancée à une altitude de 408 035 pieds. Le programme Flight Opportunities de la NASA a soutenu le lancement de quatre charges utiles technologiques. À bord se trouvaient également les urnes de trente personnes fournies pour les vols spatiaux commémoratifs de Celestis (en) ainsi qu'une expérience d'une société privée.
La mission SL-10 a été lancée le 6 novembre 2015. La fusée-sonde suborbitale SpaceLoft XL a transporté quatre expériences technologiques pour la NASA à une altitude d'environ 120 km. Pour la première fois pour UP Aerospace, les expériences de la charge utile ont été séparées de la fusée pour une rentrée indépendante et ont été récupérées à 48 km de distance après avoir été parachutées individuellement.
La mission SL-12 a été lancée le 12 septembre 2018 et transportait trois charges utiles de démonstration technologique pour la NASA. Elles comprenaient un bouclier thermique déployable de type parapluie appelé ADEPT (Adaptable Deployable Entry and Placement Technology), le SFEM-3 (Suborbital Flight Environment Monitor) et le Autonomous Flight Termination System (AFTS). Il a atteint une altitude de 114 km.
SL-11 a été lancée le 17 septembre 2018, cinq jours seulement après le vol précédent. Elle transportait des charges utiles de démonstration technologique pour la NASA. Le Celestis-15 Starseeker était également à bord. Le vol a également atteint une altitude de 114 km.
La mission SL-14 a été lancée le 22 novembre 2019 et transportait des charges utiles pour la NASA. Elle a atteint une altitude de 92 kilomètres.

## SpaceLoft XL
SpaceLoft XL est la fusée sonde développée par UP Aerospace. La fusée est capable d'envoyer une charge utile de 36 kg sur une trajectoire suborbitale avec un apogée d'environ 115 km. Il ne faut que soixante secondes pour franchir la ligne de Kármán (la « frontière de l'espace » officielle à cent km). Tous les lancements sont suborbitaux, de sorte qu'ils n'effectuent pas une révolution orbitale.